# 曾國恒
曾國恒（英語：TSANG Kwok Hang），MBG（1972年9月22日—2006年3月17日），別號「恒仔」，香港警務處軍裝巡邏小隊殉職警員，編號51676，於1991年11月18日投考加入警務處，成為警員，生前駐守於九龍城警區，身故前一週前調任尖沙咀分區軍裝巡邏小隊。於2006年3月17日凌晨，他與同袍冼家強在尖沙咀與休班警員徐步高槍戰，曾國恒被子彈擊中喉嚨，於是連開5槍還擊，全部命中徐步高，兩人及後均證實不治。事件引起香港社會關注，徐步高後來於2007年4月25日的3宗案件死因研訊中，被陪審團一致裁定非法殺死3人包括梁成恩、巴籍護衛及曾國恒，以及令冼家強受傷。

## 事件發生經過
2006年3月17日，大約凌晨1時16分，曾國恒與同袍冼家強巡邏經過九龍尖沙咀柯士甸道與廣東道交界、港景峰對開行人隧道時，兩人行至隧道麗澤中學出口，往柯士甸道方向，見到一名神情非常可疑及古怪的男子站高一級樓梯，該名男子戴著款式古舊的啡色膠框眼鏡，黑色假髮，雙手放在腰間，當冼家強意圖截停其盤問之際，該男子突然從腰間拔槍射擊兩人，兩人面部各中一槍。中槍的冼家強欲拔槍還擊，惟遭到徐步高以雙手緊捉，混亂中冼家強腳部再中一槍。冼和徐正在生死角力之際，負傷的曾國恆連開5槍，最後將徐步高擊斃。
槍戰中徐步高發射3槍，曾國恒臉部中一彈，冼家強臉部及腿部中彈；同時徐步高被曾國恒發射5槍擊斃，3人共開10槍。
徐步高倒地後，奄奄一息的曾國恒本能地將槍枝放回槍袋內。冼家強其後按動通訊器的緊急掣，向指揮及控制中心報告，大批警務人員及救護人員趕到罪案現場，將三人送往伊利沙伯醫院，惟曾國恒和徐步高於途中被證實不治。
警務處其後證實，案中的可疑人士為休班警員徐步高，所持手槍為梁成恩被搶去的警槍。徐以該槍於2001年12月槍殺荃灣麗城花園恒生銀行巴基斯坦籍護衛員Zafar Iqbal KHAN。
事件震驚香港社會，同日凌晨3時許，警務處處長李明逵夤夜趕至罪案現場了解情況。有組織罪案及三合會調查科追查徐步高遝殺警員奪槍的動機。警務處其後召開記者會表示，疑人徐步高策劃事件，目的可能是搶奪兩人之佩槍，又指明罪案現場並無「第四者」存在。

## 死因
法醫進一步解釋，曾國恒雖然被徐步高近距離射中面部，造成大量內出血，但是仍然具有活動能力以連開5槍及呼救，直至知覺漸失，血液阻塞氣道，尤如遇溺般嗆血身亡。

## 警隊最高榮譽喪禮
警隊於2006年4月4日在紅磡世界殯儀館為曾國恒舉行警隊最高榮譽喪禮，遺體隨即安葬和合石浩園。
喪禮出席者包括時任香港行政長官曾蔭權、時任警務處處長李明逵、時任政務司司長許仕仁、時任財政司司長唐英年、時任律政司司長黃仁龍、時任保安局局長李少光、時任公務員事務局局長俞宗怡、時任教育統籌局局長李國章及在槍擊事件中生還的同袍冼家強。曾蔭權及許仕仁致送的花圈，分別放於靈堂兩側的顯著位置。多個紀律部隊和協會亦分別致送花圈，包括香港消防處、香港海關及香港警察隊員佐級協會等等，國家公安部粵港澳台事務辦公室亦送上一個花牌致哀。
曾國恒靈柩蓋上香港區旗，由十名同僚扶靈，當由警察車輛改裝而成的靈車盛載曾國恒遺體到浩園安葬途中，不少市民沿途拍手以示致敬，更有市民激動流淚，同時並有香港警察樂隊奏響哀樂。2006年7月1日，曾國恒獲追授金英勇勳章。

## 附記
曾國恒生前是美式足球隊紐約巨人的球迷（照片上T恤亦印有該隊的標誌）。曾的友人在喪禮上為他送上巨人四分衛伊萊·曼寧的球衣作最後的送別。
曾國恒生前的女朋友黃燕瑩為於2008年出版的《生死兩相安》一書撰文，分享自己失去男朋友後如何走出陰霾。

## 獲頒獎章
- 金英勇勳章（2006年追授）

## 參看
- 徐步高槍擊案
- 冼家強
- 徐步高